# Kultura (lingvistika)
Kulturou v lingvistice se rozumí kultura jazyka, čili vědomé pěstování jazyka spisovného, které je založeno na vědecké činnosti. Uplatňuje se ve všech oficiálních jazykových projevech a tam, kde je nutné používat naprosto spisovný jazyk.
Jazykovou kulturou rozumíme i to, jak v daném jazyce fungují všichni jeho uživatelé. K jazyku patří všechny jeho vrstvy (jak spisovná, tak i nespisovná), hodnotí se tedy i to, zda je mluvčí používají úměrně situacím – oficiální situace pochopitelně vyžadují spisovný jazyk, kdežto ty neoficiální nikoli.